# Рода (футбольный клуб, Москва)
«Рода» — российский футбольный клуб из Москвы, существовавший в 1995—1998 годах, в 1998 году вместе с футбольным клубом «Гигант» (Воскресенск) вошёл в состав «Коломны». Лучшее достижение в первенстве России — 5-е место в 3-й зоне Третьей лиги в 1997 году.

## История
Клуб получил профессиональный статус и был принят в ПФЛ перед началом сезона 1996 года. В итоге команда заняла 6-е место при 20 участниках в 3-й зоне Третьей лиги. Лучшим бомбардиром «Роды» стал полузащитник Виктор Воронков, забивший 12 мячей. В межсезонье команда приняла участие в турнире на приз памяти братьев Старостиных, в котором дошла до финала, уступив дублирующему составу московского «Спартака».
В следующем сезоне, несмотря на снятие шести очков за задолженность, команда заняла 5-е место в своей зоне. Воронков вновь стал лучшим бомбардиром команды с 20 голами. Хотя «Рода» и завоевала право выступать во Втором дивизионе на следующий сезон, тяжёлая финансовая ситуация не позволила ей продолжить выступления. Первоначально планировалось объединение клуба со щёлковским «Спартаком», но в результате вместе с «Гигантом» из Воскресенска объединилась с «Коломной».
Большинство домашних матчей команда проводила не в Москве, а в Железнодорожном, на стадионе «Керамик». Единственным учредителем и президентом клуба был бизнесмен Олег Сиенко.
В составе «Роды» играл первый в истории ПФЛ футболист из Камеруна — Ги-Мартен Нгаха-Чамоа.

## Статистика выступлений

### КФК
| Год  | Лига                                | Место | И  | В  | Н | П | Мячи  | Очки |
| ---- | ----------------------------------- | ----- | -- | -- | - | - | ----- | ---- |
| 1995 | КФК (4-я лига), МРО Центр, группа Б | 1     | 20 | 13 | 4 | 3 | 62–26 | 50   |
| 1995 | КФК (4-я лига), финал, группа Б     | 4     | 4  | 0  | 2 | 2 | 5–9   | 2    |

Кубок России среди КФК 1995. Предварительный этап. 1-я зона.
1/4 финала: «Металл» Тула — 2:2, 3:1. 1/2 финала: «Спартак» (Луховицы) — 0:2, 1:4

### ПФЛ
| Год  | Лига                | Место | И  | В  | Н | П  | Мячи  | Очки |
| ---- | ------------------- | ----- | -- | -- | - | -- | ----- | ---- |
| 1996 | Третья лига, 3 зона | 6     | 38 | 21 | 6 | 11 | 79–52 | 69   |
| 1997 | Третья лига, 3 зона | 5     | 40 | 23 | 7 | 10 | 83–49 | 70   |

### Кубок России
| Розыгрыш | И | В | Н | П | Мячи | Стадия | Соперник (д/г) — счёт                     |
| -------- | - | - | - | - | ---- | ------ | ----------------------------------------- |
| 1997/98  | 3 | 2 | 0 | 1 | 8–7  | 1/256  | «Монолит» Москва (д) — 5:1                |
| 1997/98  | 3 | 2 | 0 | 1 | 8–7  | 1/128  | «Спартак-Орехово» Орехово-Зуево (г) — 3:2 |
| 1997/98  | 3 | 2 | 0 | 1 | 8–7  | 1/64   | «Арсенал» Тула (г) — 0:4                  |